# Lucques

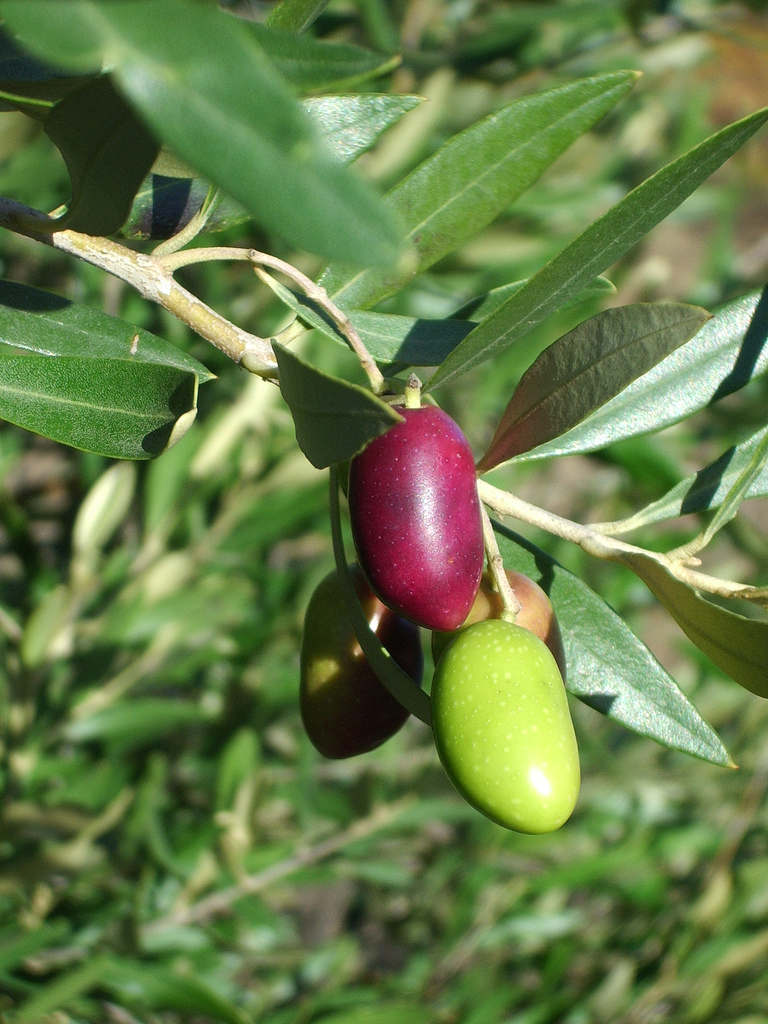
Lucquesoliver.

Lucques är en sorts oliver som odlas i Languedoc i Frankrike. Den används främst som en grön bordsoliv, och många anser att det är den bästa av alla. Man kan också producera högkvalitativ olivolja, men denna är svår att utvinna.

## Namn
Lucques fått sitt franska namn av sitt ursprung i den italienska provinsen Lucca (Lucques på franska), i dag är den i första hand förknippad med södra Frankrike, i synnerhet i Languedocregionen, Roussillon och Hérault.  Den kan också hittas i norra Afrika, Turkiet, USA och Australien. 

## Egenskaper
Det är en stark växt, med en krona som beskrivs som en vas eller ett parasoll. Bladen är elliptiska till lansettlika, med måttlig längd och bredd. Oliverna är av medelhög till hög vikt, med genomsnittligt 20 till 24 frukter per 100 gram. De har en långsträckt, asymmetrisk form, med en spetsig spets och en stympad bas. Kärnan är spetsig i båda ändar.
Även om den sätter frukt tidigt så är dess mognad sen. Man plockar den i slutet av september eller i början av oktober, medan skalet är ljusgrönt. Det mognar helt i december, och när den är helt mogen är färgen på frukten helt grön.

## Kännetecken
Lucques används främst som en grön bordsoliv och frukterna smakar köttigt och sött. Vissa jämför den med färska mandlar och avokado. Den är en högt uppskattad oliv bland gourmeer. Den kan också användas för olja, och oljan som den producerar är av utmärkt kvalitet, men det är svår att utvinna. Den ger ett måttlig oljeavkastning på cirka 17 procent av fruktens vikt. Lukten av oljan har omväxlande beskrivits som "mandel", "grönt äpple" och "tomat". Smaken är söt, en del tycker att den är för söt.

## Odlingsfakta
Den är en produktiv sort och skördar på cirka 25 kilogram per träd är inte ovanliga men är beroende av en god jordkvalitet och regelbunden bevattning för att ge en hög avkastning. Bäst är det med droppbevattning som ger en stor dos vatten var tionde dag och trädet får torka upp däremellan. Bevattning under växtperioden är tillåten fram till att frukterna börjar mogna. Den är inte självfertil så man är beroende av andra pollinerare. Lämpliga pollinerare är Cornicabra, Amellau och Cayon. Olivträdet är nyckfullt såtillvida att det inte ger en jämn skörd varje år. Vissa år blir det ingen skörd alls om man inte är noggrann vid beskärningen som normalt sker på vårvintern. Anledningen till detta fenomen är dels klimatiskt betingade, dels har det att göra med pollineringen. Olivblomman är nämligen så liten att den endast pollineras genom vinden. Inte ens bina förmår att hjälpa till med detta. Man har på senare tid experimenterat med en annan typ av beskärning som ger skörd varje år. Den är utsatt för vissa skadedjur, däribland olivfluga, sotmögel och svampen Verticillium dahliae. Å andra sidan har den en måttligt bra tolerans mot kyla och torka. Olivträden skall beskäras minst en gång vartannat år. Kvistar och grenar från beskärningen skall avlägsnas från olivlundarna före nästkommande skörd. 

## Beredning
Oliven Lucques skall förvaras i saltlake i minst tre veckor innan man kan njuta av dem, vilket är mycket kortare tid än andra oliver som måste ligga flera månader innan de går att äta. Att det förekommer enstaka stjälkar i mindre eller större utsträckning – på oliverna eller löst i laken – är inget fel utan ett av särdragen för oliver med denna beteckning.